# Giardióza ptáků
Giardióza (syn. Lamblióza) je onemocnění střevního traktu ptáků způsobované bičíkovci rodu Giardia. Giardie se vyskytují i u savců, včetně člověka; morfologicky se ale liší od ptačích. Jejich rozšíření v přírodě je celosvětové.

## Příčina nemoci (etiologie)
Původcem onemocnění u ptáků je Giardia psittaci, poprvé zjištěná u andulek, a G. ardeae. Giardie se rozmnožují binárním dělením, živiny přijímají endocytózou. Nemají cytostom, mitochondrie ani chloroplasty.
Giardie se vyvíjejí bez mezihostitele (vývoj je přímý). Infekce mezi hostiteli se přenáší tenkostěnnými cystami (cystózní stadium). Po pozření se z cyst uvolňují trofozoity (vegetativní stadium), které se k povrchu střevního epitelu fixují pomocí přísavného disku. Nepronikají do buněk a parazitují na povrchu sliznice tenkého střeva, porušují její resorbční schopnost a narušují trávení.
Cysty jsou vylučovány přerušovaně trusem hostitele a kontaminují prostředí, krmivo a vodu. Ve vnějším prostředí jsou stabilní K nakažení dochází perorálně, prepatentní doba (doba vývoje parazita v organismu hostitele od infekce do pohlavní dospělosti) je 1-3 týdny. Cysty jsou v prostředí velmi odolné, přežívají ve vodě a půdě několik týdnů a slouží jako zdroj infekce pro další hostitele. Běžnými dezinfekčními prostředky nejsou ničeny. Trofozoity jsou mimo organismus hostitele nestabilní.

## Vznik a průběh nemoci (epizootologie)
Giardie mají omezený okruh hostitelů a druhy izolované u ptáků nejsou infekční pro savce. U papoušků se giardie vyskytují zejména u andulek, korel a agapornisů; ojedinělý výskyt je pozorován u amazoňanů, aratingů, kakaduů, arů, tukanů, hrabavých a vrubozobých. U drobných pěvců jsou giardie diagnostikovány vzácně, u kanárů zatím nebyly prokázány. Frekvence výskytu je různá podle regionů i světadílů, např. giardióza u korel je mnohem častější v USA než v Evropě.
Výskyt giardiózy u ptáků je pravděpodobně jako u savců podmíněn oslabením jejich obranného mechanismu, protože mnohem častěji dochází ke klinickému onemocnění u ptáků nevhodně krmených, držených ve špatných zoohygienických podmínkách nebo při vysokém stupni inbrídinku. Rekonvalescenti jsou vnímaví k reinfekci, takže imunita je buď krátkodobá nebo nedostatečná.

## Projevy nemoci (symptomatologie)
Giardióza u Psittaciformes probíhá nejčastěji bez příznaků s vylučováním oocyst trusem nebo s příznaky postižení zažívacího traktu, jako jsou řídké zapáchající výkaly, hlenovitý průjem, zánět střev, anorexie, dehydratace, deprese a celková slabost. Souběžně se mohou vyskytovat kvasinkové infekce. U andulek a korel se pozoruje suchá kůže a oštipování peří. Mláďata se opožďují v růstu a jejich úmrtnost je zvýšená (u andulek až 20-50 %). Chronický průběh se projevuje přetrvávajícími průjmy a malabsorpcí (porucha vstřebávání).

## Diagnostika
Diagnóza giardiózy je založena na nálezu trofozoitů v čerstvých nativních nebo barvených (Giemsa) preparátech zhotovených z duodenálního obsahu nebo seškrabu stěny střevní. Trofozoity jsou ploché a pohybují se jemným kolébavým způsobem. Vzorky musí být vyšetřeny do 10 minut po odběru. Přítomnost cyst v trusu se zjišťuje flotační metodou; cysty lze zvýraznit přidáním kapky Lugolova roztoku. Vzhledem k nepravidelnému vylučování oocyst je doporučováno opakované vyšetření trusu.

## Terapie a prevence
K léčbě se používají nitrofurany a nitroimidazoly. Dimetridazol může být toxický pro oblíbené nebo v zajetí chované ptáky (působí silně hepatotoxicky, může způsobit i úhyn). Metronidazol je kontraindikován u malých zpěvných ptáků (zebřiček).
Prevence giardiózy spočívá v zoohygienických opatřeních, založených na čistotě, suchu a sanaci chovného prostředí, včetně napáječek i krmítek. Kontaminovaná voda je častým zdrojem infekce; cysty giardií přežívají i v chlorované vodě.